# 常沐瞻
常沐瞻（1885年—1936年），名铭盘，字沐瞻，号雪轩，中国近代历史人物，卢氏张村人，家境殷实，历任中华民国卢氏县公款局局长和教育局局长等职。

## 生平
1920年，卢氏大旱，饿死者不计其数，常沐瞻发放数千斤私粮，拯救了不少人命。1923年，常沐瞻与李仲美合作，接连发动三次卢氏农民围城暴动。
1929年，已是卢氏县教育局局长的常沐瞻认识官场的黑暗，不愿同流合污，主动卸任，自费购置图书万余册并在张村创办"明新高等小学"教书育人。1932年，已近垂暮之年的常沐瞻又一次主动发放私粮赈济灾民。1936年，常沐瞻病逝，终年51岁，死后没有把自己创办的学校留给儿子，而是选贤能者任之。

## 身后
中国人民解放军解放卢氏县后，常沐瞻的儿子疑因与共产党作对被共产党政府以富农、反革命、恶霸的名义处决，常沐瞻的儿媳也被迫改嫁。常沐瞻的儿子死前，不少村民因常沐瞻昔日的义举请求共产党对他的儿子手下留情，却还是无济于事。